# Graaf van Egmontstraat (Zottegem)

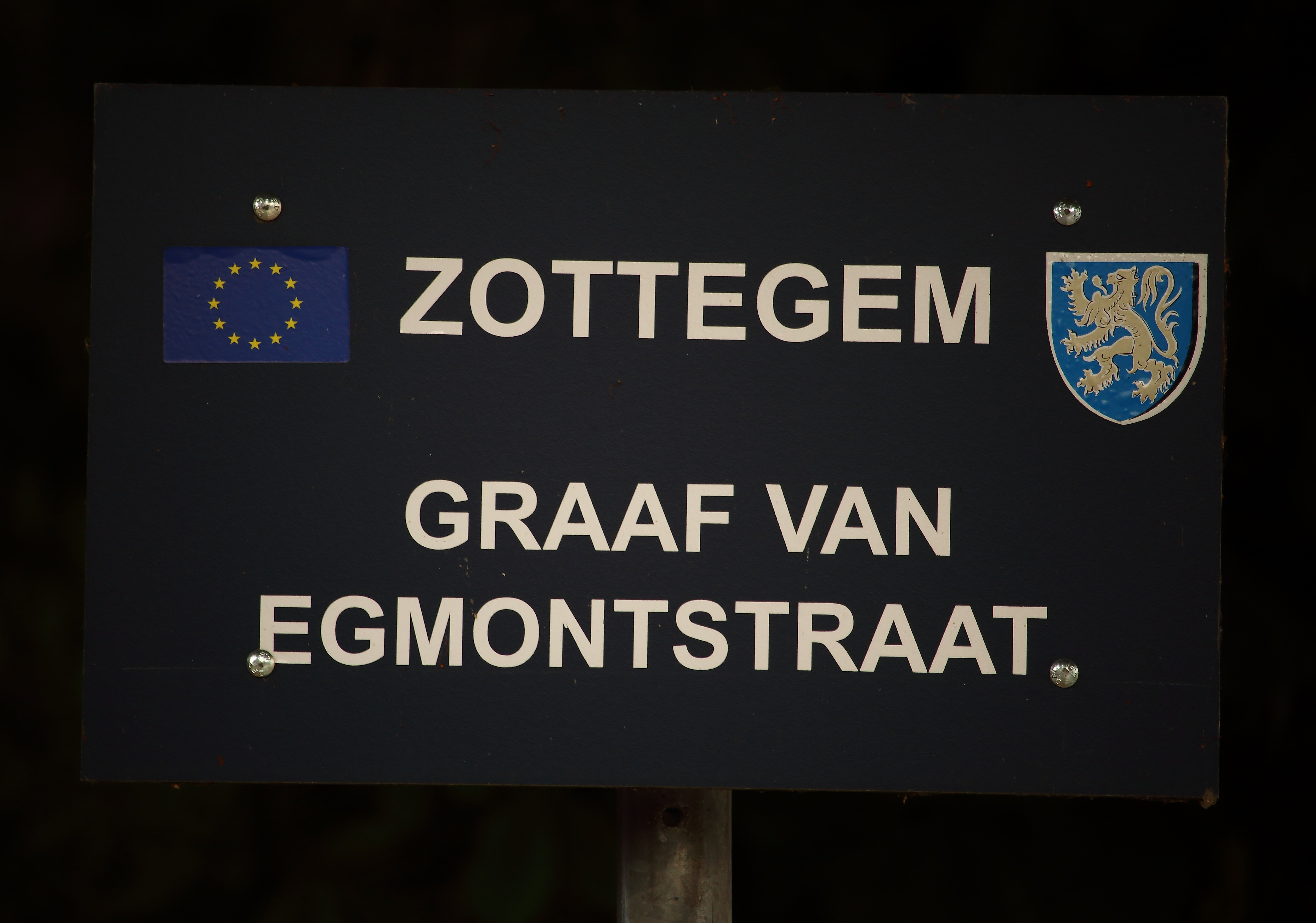
Graaf van Egmontstraat in Zottegem

De Graaf van Egmontstraat is een straat in het Belgische Zottegem, die de Heldenlaan met de Kasteelstraat verbindt. De straat werd vernoemd naar Lamoraal van Egmont en de graven van Egmont (heren van Zottegem), die er het Egmontkasteel bezaten.
De Graaf van Egmontstraat ontstond nadat Jules Bernaeyge in 1927 het zuidelijke deel kocht van het Egmontkasteel. Hij liet de resten van de walmuur slopen en liet de walgrachten voor het grootste deel dempen. Langs de zuidzijde werd de Graaf van Egmontstraat aangelegd boven op de vroegere omwalling. De straat werd in 1933 plechtig geopend door burgemeester Firmin de Meyer. 
Aan de Graaf van Egmontstraat bevindt zich het Egmontpark met daarin het Egmontkasteel (Bibliotheek Zottegem), beschermde bomen (bruine beuk en op stam gezette taxussen) en het gietijzeren standbeeld van Lamoraal van Egmont uit 1872. In 2022 werd de Graaf van Egmontstraat geherasfalteerd.  In de straat bevindt zich de De Lijn-bushalte "Zottegem Bibliotheek" en een Hoppy-deelfietsenpunt.

## Afbeeldingen

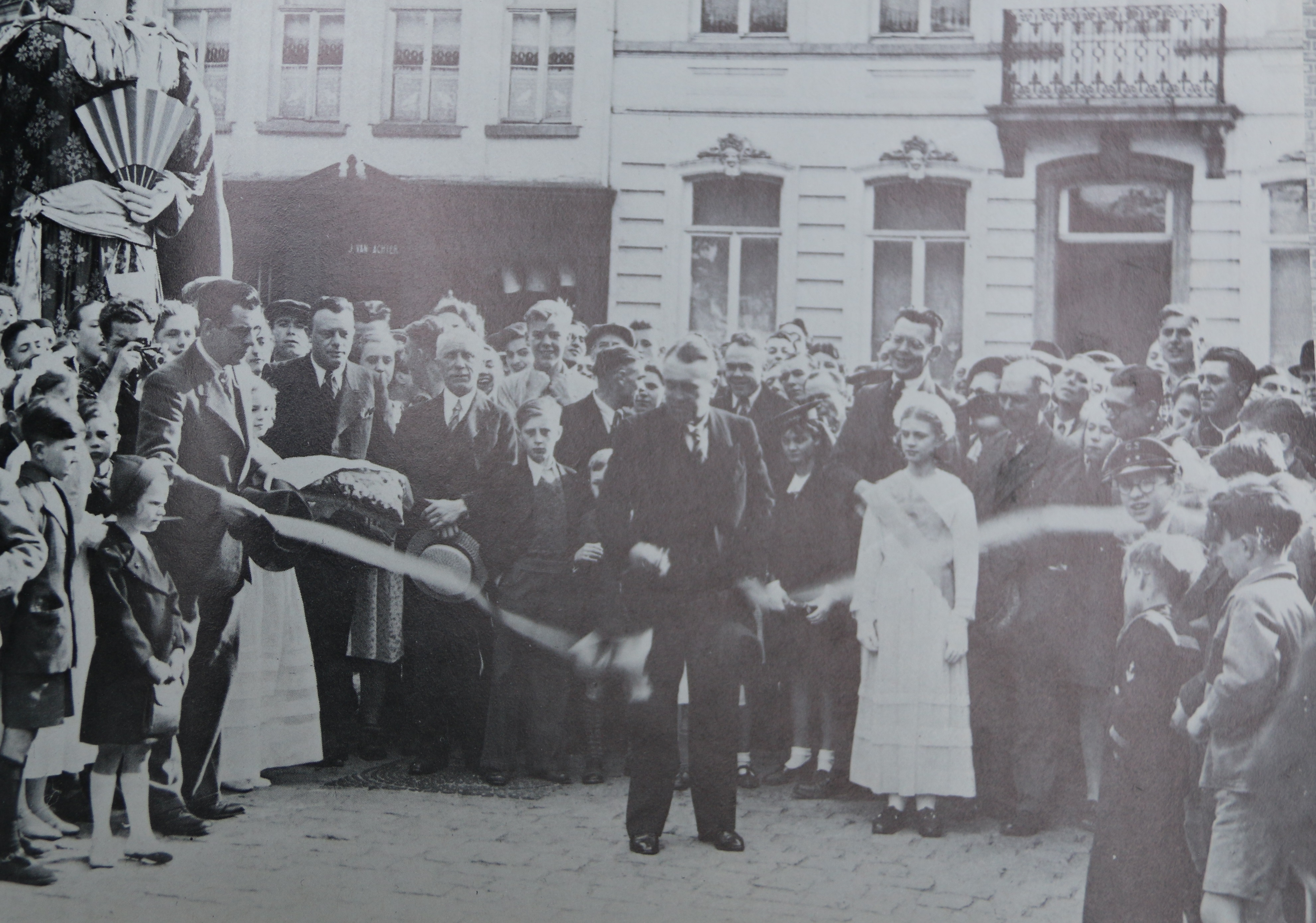
Opening Graaf van Egmontstraat in 1933 door burgemeester Firmin De Meyer
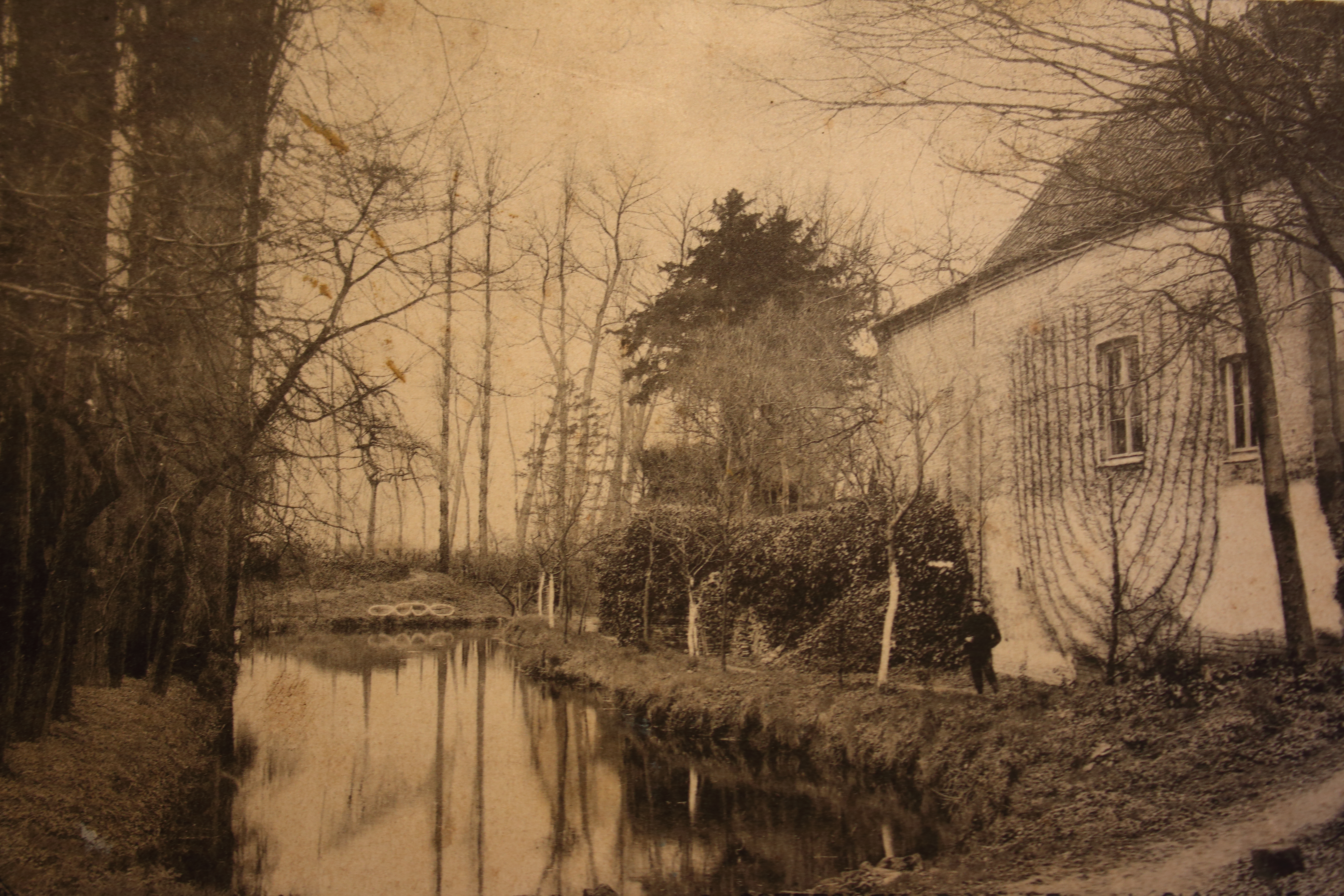
Voormalige walgracht rond het Egmontkasteel
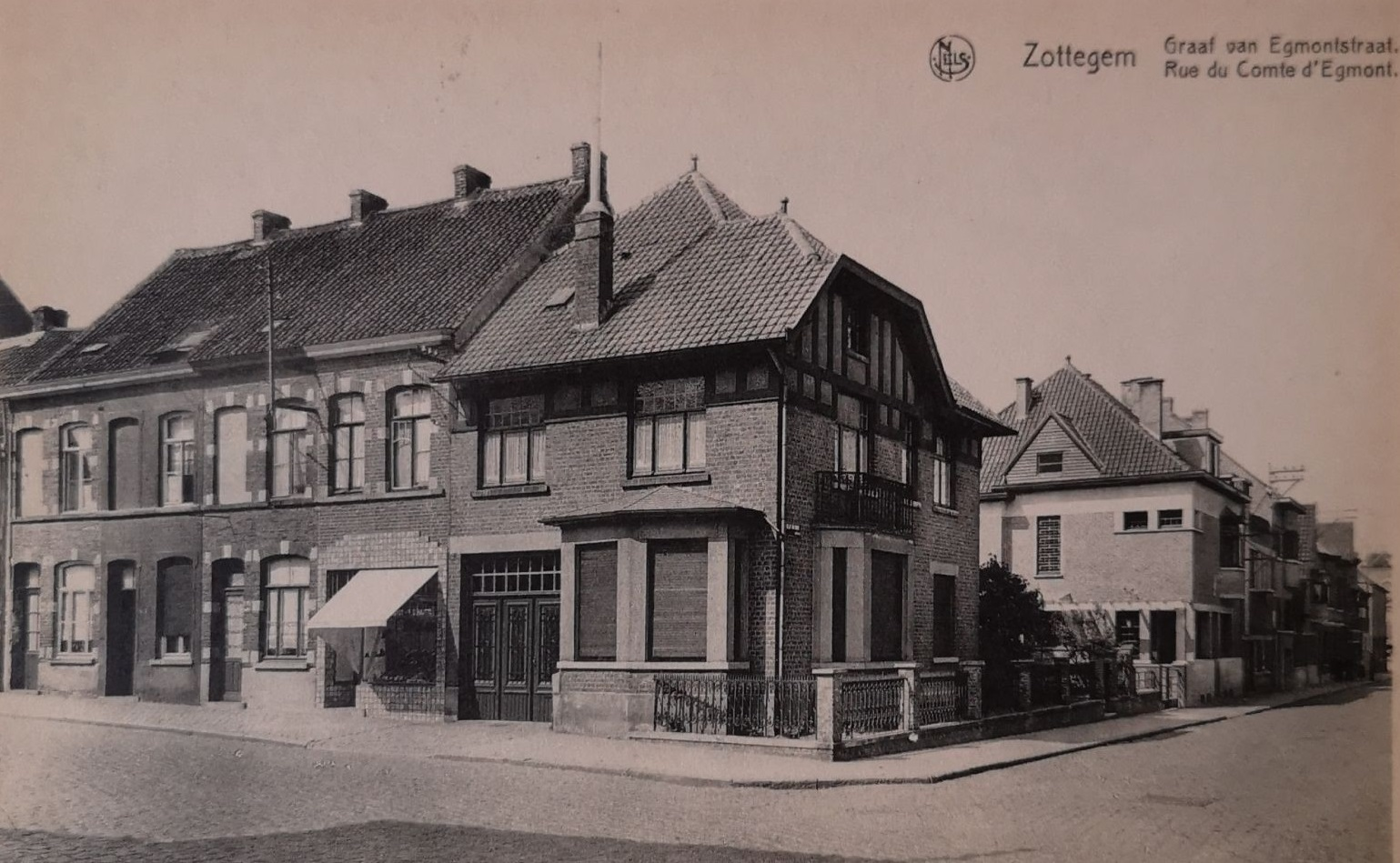
Historische prentbriefkaart
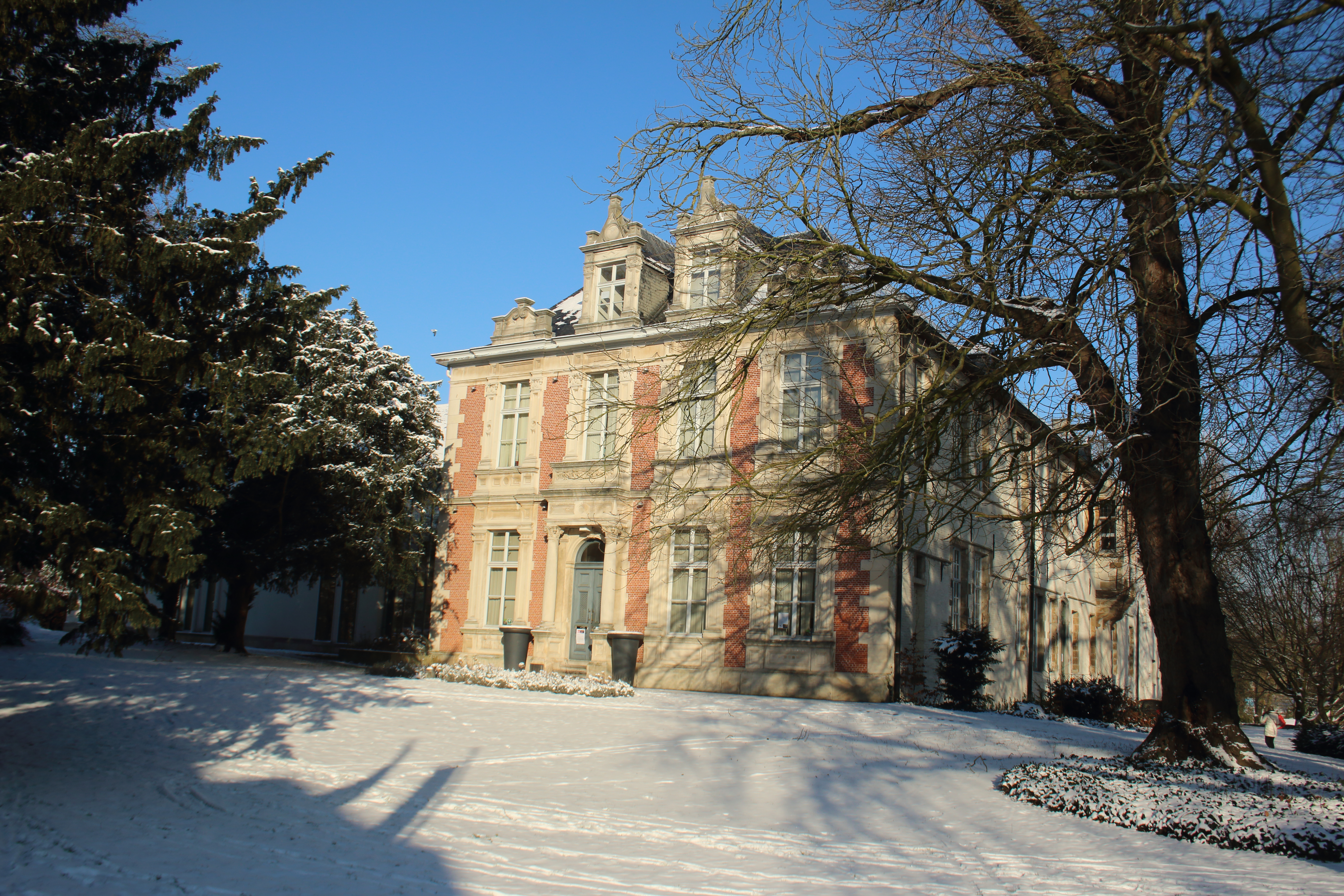
Egmontkasteel
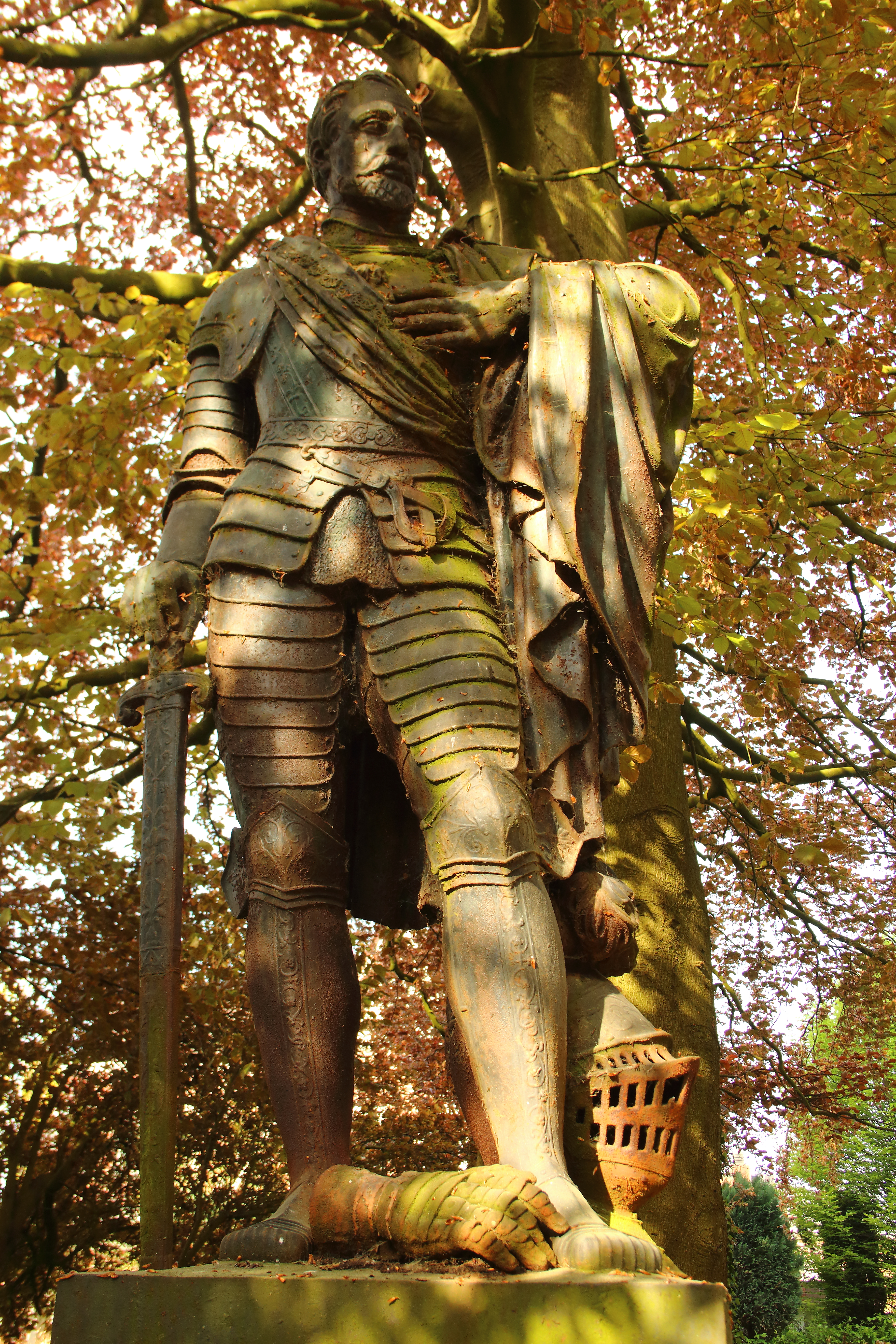
Standbeeld van Lamoraal van Egmont
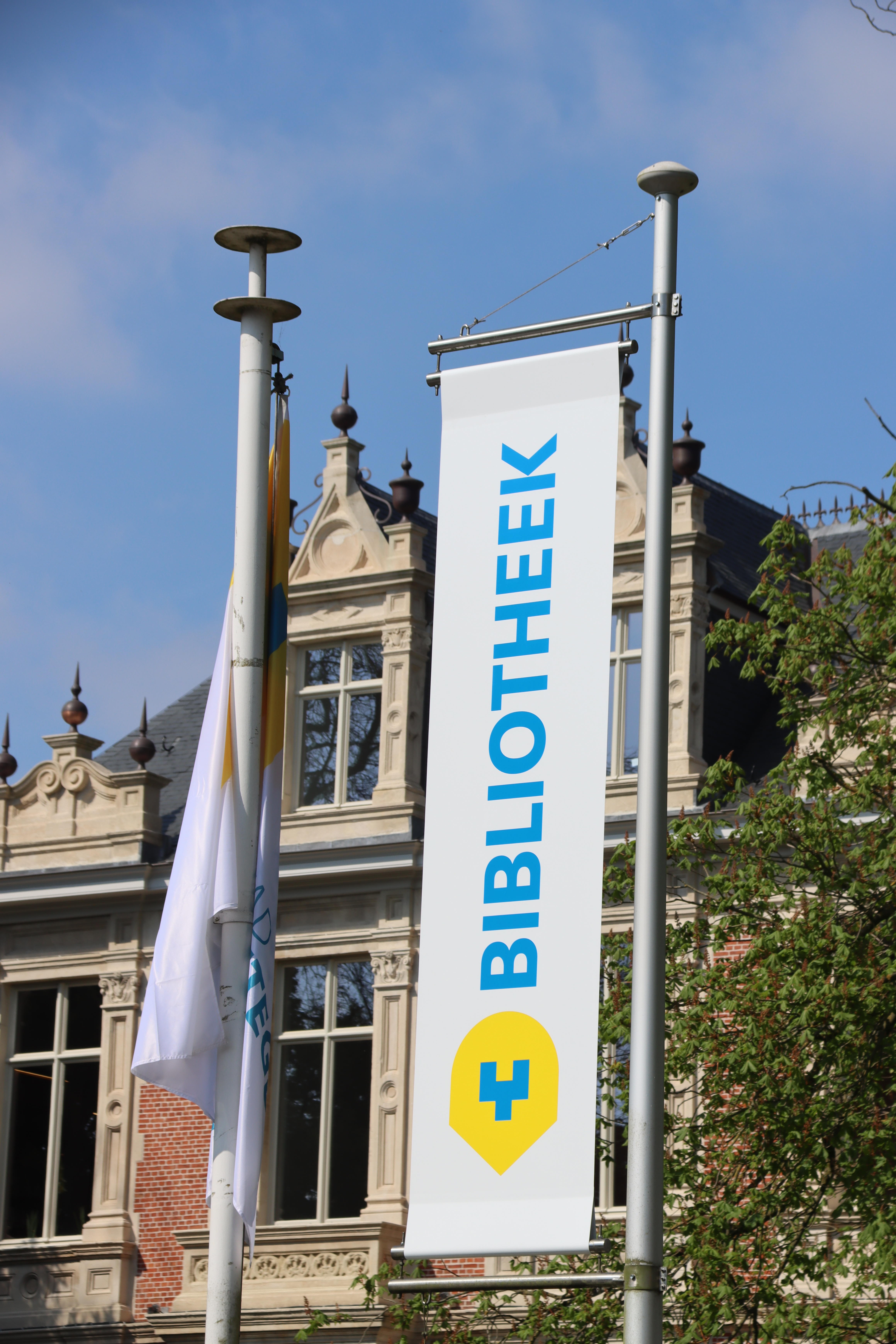
Bibliotheek Zottegem